# Amelanchier oreophila
Amelanchier oreophila là loài thực vật có hoa trong họ Hoa hồng. Loài này được A. Nelson mô tả khoa học đầu tiên năm 1905.